# I gioielli indiscreti
I gioielli indiscreti (in francese Les bijoux indiscrets) è il primo romanzo di Denis Diderot, pubblicato per la prima volta, in forma anonima, nel 1748. 
Nella parte finale dell'opera filosofica pubblicata l'anno precedente, La promenade du sceptique (La passeggiata dello scettico), Diderot ci descrive l'"allée des fleurs", sede della vita epicurea e dei piaceri d'amore. In questo senso,  "Les bijoux indiscrets" possono essere definiti come un prolungamento della "promenade" stessa, un excursus nella letteratura libertina.
L'autore fonde l'adesione alla tradizione dell'utilizzo di elementi magici e orientaleggianti inaugurata da Crébillon ad una accentuazione del carattere pornografico del racconto.
La stessa idea di far parlare i genitali femminili (i gioielli, appunto), attraverso l'intervento prodigioso di una magia, è ripresa da un racconto del conte di Caylus, intitolato Nocrion, conte allobroge (1747).
Diderot, però, rielabora questo gioco malizioso in una chiave ben diversa: i bijoux divengono una sorta di bocca della verità, un modo impietoso per passare in rassegna i vizi delle varie classi sociali. Questo forse è il punto cardine che differenzia quest'opera dagli altri testi libertini dell'epoca. 
Si deve comunque precisare che questo primo tentativo di espressione letteraria che Diderot esperì dopo i "Pensées philosopiques" (tentativo che si oggettiva nella promenade e nei bijoux) non ebbe alti risultati. Infatti lo stile è eccessivamente macchinoso e appiattito dall'utilizzo, all'epoca diffusissimo, dell'allegoria. Solo più tardi, il filosofo saprà coniugare felicemente le proprie idee illuministe con opere di buon profilo artistico.
In merito a questo si deve ricordare che le uniche parti veramente notevoli dei bijoux sono quelle in cui tramite il paradosso, si parla dell'anima umana uscendo dalla dicotomia che la vuole contrapposta al corpo. Diderot qui espone la sua visione vitalistica che mette in risalto il valore della fisicità, dell'intuizione e dell'esperienza.